# Monaga benigna
Monaga benigna là một loài nhện trong họ Salticidae.
Loài này thuộc chi Monaga. Monaga benigna được Arthur Merton Chickering miêu tả năm 1946.